# Zeria keyserlingi
Espèce
Synonymes
- Solpuga keyserlingi Pocock, 1895

Zeria keyserlingi est une espèce de solifuges de la famille des Solpugidae.

## Distribution
Cette espèce se rencontre au Cameroun, au Nigeria, au Togo, en Guinée et en Guinée-Bissau.

## Description
Le mâle holotype mesure 28 mm.
Le mâle décrit par Roewer en 1933 mesure 30 mm et les femelles de 32 à 35 mm.

## Publication originale
- Pocock, 1895 : Notes on some of the Solifugae contained in the collection of the British Museum, with descriptions of new species. Annals and Magazine of Natural History, sér. 6, vol. 16, p. 74–98 (texte intégral).